# 라이언 베이브
라이언 베이브(Lion Babe)는 미국의 네오 소울 듀오이다.